# Sycoscapter kathuriensis
Sycoscapter kathuriensis är en stekelart som beskrevs av Priyadarsanan och Abdurahiman 1997. Sycoscapter kathuriensis ingår i släktet Sycoscapter och familjen fikonsteklar. Inga underarter finns listade i Catalogue of Life.